# Großes Walsertal
Großes Walsertal är en dal i Österrike.   Den ligger i förbundslandet Vorarlberg, i den västra delen av landet, 500 km väster om huvudstaden Wien.
I omgivningarna runt Großes Walsertal växer i huvudsak blandskog. Runt Großes Walsertal är det ganska glesbefolkat, med 47 invånare per kvadratkilometer.